# Jason Beckford
‎
Jason Neil Beckford, angleški nogometaš in trener, * 14. februar 1970, Moss Side, Manchester, Anglija, Združeno kraljestvo.
Beckford, napadalec, je v svoji nogometni karieri igral za: Manchester City, Birmingham City, Millwall in Northampton Town. 
Zaradi poškodb je moral prenehati z aktivnim igranjem in je tako postal trener Mossleyja.
Njegov brat Darren, je tudi nogometaš.